# Merry Christmas, Mr. Lawrence
Merry Christmas, Mr. Lawrence é um filme de 1983 dirigido por Nagisa Ōshima, produzido por Jeremy Thomas e estrelado Jack Thompson, David Bowie, Tom Conti, Ryuichi Sakamoto, Yuya Uchida, e Takeshi Kitano.
Foi escrito por Oshima e Paul Mayersberg e baseado nas vivências de Laurens van der Post durante a Segunda Guerra Mundial como um prisioneiro de guerra, como retratado em sua obra The Seed and the Sower (1963) and The Night of the New Moon (1970). Sakamoto também compôs a trilha musical e vocal "Forbidden Colours", com David Sylvian, do Japan, e que foi hit em muitos territórios. O filme foi lançado no Festival de Cannes 1983.

## Elenco
- David Bowie - Major Jack 'Strafer' Celliers
- Tom Conti - Coronel John Lawrence
- Ryuichi Sakamoto - Capitão Yonoi
- Takeshi Kitano - Sgt. Gengo Hara (as Takeshi)
- Jack Thompson - Group Capt. Hicksley
- Johnny Okura - Kanemoto (as Johnny Ohkura)
- Alistair Browning - De Jong
- James Malcolm - Celliers' Brother
- Chris Broun - Celliers aged 12
- Yuya Uchida - Comandante do Presídio Militar
- Ryunosuke Kaneda - O presidente do Tribunal de Justiça
- Takashi Naitô - Tenente Iwata
- Tamio Ishikura - Procurador
- Rokko Toura - Intérprete
- Kan Mikami - Tenente Ito

## Prêmios e indicações

### Prêmios
BAFTA
- Melhor trilha sonora: Ryuichi Sakamoto (1983)

 Prêmios da Academia Japonesa
- Filme mais popular: 1984

 Kinema Junpo Awards
- Melhor Filme - Escolha do Público: 1983

 National Board of Review
- Melhor ator: Tom Conti (1983)

 Mainichi Eiga Concours
- Melhor Filme: 1984
- Melhor diretor: Nagisa Oshima (1984)
- Melhor roteiro: Nagisa Oshima (1984)
- Melhor ator coadjuvante: Takeshi Kitano (1984)
- Melhor trilha sonora: Ryuichi Sakamoto (1984)

### Indicações
Festival de Cannes
- Palma de Ouro: 1983

 Prêmios da Academia Japonesa
- Melhor Filme: 1984
- Melhor diretor: Nagisa Oshima (1984)
- Melhor ator coadjuvante: Takeshi Kitano (1984)
- Melhor trilha sonora: Ryuichi Sakamoto (1984)
- Melhor direção de arte: 1984

## Trilha sonora
- 1. "Merry Christmas, Mr. Lawrence"
- 2. "Batavia"
- 3. "Germination"
- 4. "A Hearty Breakfast"
- 5. "Before the War"
- 6. "The Seed and the Sower"
- 7. "A Brief Encounter"
- 8. "Ride, Ride, Ride (Celliers' Brother's Song)"
- 9. "The Fight"
- 10. "Father Christmas"
- 11. "Dismissed"
- 12. "Assembly"
- 13. "Beyond Reason"
- 14. "Sowing the Seed"
- 15. "23rd Psalm"
- 16. "Last Regrets"
- 17. "Ride, Ride, Ride (Reprise)"
- 18. "The Seed"
- 19. "Forbidden Colours"